# 세인트 비스트
《세인트 비스트》(일본어: セイント・ビースト)는 《천사의 꼬리》에 등장한 악역〈사성수〉를 주인공으로 한 여성향 취향의 스핀오프격 작품. 캐릭터 디자인 및 일러스트는 아자키 사쿠라
드라마 CD를 모체로, 2003년 5월부터 6월에 텔레비전 애니메이션으로 제작되어 《세인트 비스트~성수강림편~》(총6화)가 방송되었다. 2005년 12월 ~ 2006년 3월에 OVA화(《세인트 비스트~기천의 낮과 밤 편~》). 2007년 3월부터 드라마 CD 시리즈의 노벨라이즈가 스타트. 같은 해 4월부터 신작 애니메이션 세인트 비스트~광음 서사시 천사담~》가 방송되어 9월에는 PS2 전용 게임 《세인트 비스트 ~나선의 장~》이 발매. 또, 2008년 7월부터 본편 드라마 CD의 속편이 결정되었다.
또, 외전적 작품으로서 《세인트 비스트 Others》가 드라마 CD를 주체로 제작되고 있다

## 경위
2001년에 방송된 미소녀 애니메이션 《천사의 꼬리》에 적 캐릭터로서 등장한 것이 사성수의 시작이다(후에 주인공들과는 화해).
그 후, 그들을 주인공으로 한 번외편 적인 드라마 CD가 발매되어(루카와 유다도 그 때에 소리만 첫 등장하였다.), 그것을 발판으로 2002년부터 오리지널 설정 작품 《세인트 비스트》(원작:아리스카와 케이)의 전개가 시작되었다(실제로 공통점은 이름과 의상, 일부 캐릭터 설정만. 이야기 흐름도 연결되지 않는다고 원작자의 일기에 씌어 있다).
그 당시 캐릭터 원안을 《천사의 꼬리》에서 화가로 참가하고 있던 아자키 사쿠라가 담당하게 되어, 여성향으로 크게 수정되어 일부 캐릭터는 다른 캐릭터처럼 된 것도 있었다. 전개가 진행됨에 따라 새로운 캐릭터도 증가해 갔다. BL 작품이라는 오해를 자주받지만, 제작측은 어디까지나 일반 작품이라고 주장하고 있다.
드라마 CD를 주축으로 TV 애니메이션이나 OVA등도 여러 편 제작되어 이벤트도 여러번 개최되었다. 현재는 원형이 된 《천사의 꼬리》보다 오랫동안 전개되어, 원더 팜의 주력 작품이 되었다.
여담이지만, 《천사의 꼬리》DVD판에 수록된 《독·천사의 꼬리》(원안·작화:미즈타니 마미코)도 마찬가지로 2차 창작 작품으로, 《포이즌·비스트》라는 패러디 애니메이션이 TV판의 극중에서 몇 번인가 나와 현재에도 공식 팬클럽 회보나 무크책 등에서, 4컷만화 형태로 소규모 전개를 하고 있다(공식 컨텐츠임에도 불구하고 왠지 본편보다 BL색이 강하다).

## 줄거리
(본 줄거리는 드라마CD의 네타를 포함하고 있습니다.)
아득히 먼 과거, 천계에는 신과 신을 따르는 천사들이 있었다. 대신 제우스는 특별히 뛰어난 능력을 가진 유다·루카·고우·신·레이·가이 6명의 천사들에게 각각 육체의 성수(봉황·기린·청룡·주작·현무·백호)의 이명을 주어 지상의 동물들을 통솔하는 자로서 그들을 〈6성수〉로 임명하였다. 그러나 점점 시간이 흐를 수록 마치 천사라는 존재가 깨끗한 존재인 것만은 아니라는 것을 보여주는 듯한 잘못된 천사들이 하나 둘 생겨나기 시작한다. 보다못한 유다는 제우스에게 그들의 숙청을 요구하였고, 그리하여 제우스는 숙청을 시작하여 천계는 평화를 되찾은 것처럼 보였다. 그러나 이 후, 거듭되는 제우스의 오만하고 비정한 명령에 6성수는 의심을 품기 시작하여 이윽고 그들은 천계에 반란을 일으키고 만다. 유다와 루카를 선두로 한 격렬한 싸움 끝에 유다와 루카는 제우스에게 져 지옥계에 타천하게 되고, 그 후 고우 외 4명의 천사도 제우스의 편인 여신과 천사 미카엘에 의해 돌로 변하고, 이 후 제우스의 명령에 의해 지상(인간계)의 비경에 봉인되어 버린다.
시간이 흘러 수백년 후, 천계의 평온에 싫증난 제우스는 여신 헤라에게 잠시 지배를 맡기고 긴 잠에 들어간다. 타천하여 도착한 지옥에서 왕이 된 유다와 루카는 제우스가 잠이 들어 약해진 틈을 타 봉인을 부수고 지상으로 향하고, 제우스가 잠이 들자 여신 헤라는 다시 사성수의 봉인을 풀어주기 위해 그들의 봉인 장소에 대한 조사를 시작한다. 그리하여 헤라는 사성수들이 봉인 된 장소와 그 해제 방법이 적혀있는 한 석판을 발견하게 되고, 헤라는 청룡의 고우와 친했던 상급천사 사키를 불러 고우의 봉인을 풀어줄 것을 명령하는데…. 과연 그들 4성수들은 오랜 시간의 석화 봉인에서 무사히 풀려나, 지옥에서의 봉인을 풀고 지상으로 나온 유다와 루카와 다시 조우할 수 있을 것인가….

## 캐릭터

### 6성수
사성수의 모티브에 관한 것은 사신을 참고.
청룡의 고우
성우: 모리카와 토시유키
4성수의 리더와 같은 존재로 모두에게 있어 든든한 맏형과 같은 위치에 있다. 지상의 나이로는 22세 정도이며, 장신에 양쪽 눈의 색이 다른 오드아이가 특징. 때때로 성질이 급한 것이 단점이라면 단점일지도. 속성은 불이며 천재지변을 다루는 능력을 지니고 있다.
현무의 신
성우: 사쿠라이 타카히로
사성수 내에서는 참모와 같은 존재로 지상의 나이로는 21세 정도이다. 상냥하지만 한편으로는 이성적인 차가움도 겸비하고 있어, 신용할 수 없는 자는 철저하게 배제하는 경향이 있다. 인간관계는 서투른 편이라 할 수 있을 지도 모른다. 속성은 바람이며, 시간을 조종하는 능력을 갖고 있지만 소모가 극심한 편이라 잘 사용하지 않는다.
주작의 레이
성우: 미야타 코우키
가사를 담당하고 있다. 얼핏 보면 여자로 착각할 정도의 미모에 길고 아름다운 머리가 특징이다. 내성적이고 조금 신경질적인 성격이며, 때때로 아이같은 행동을 보일 때도 있다. 속성은 물이며 정신을 조종하는 능력을 갖고 있다.
백호의 가이
성우: 요시노 히로유키
사성수의 막내로 지상의 연령으로는 19세 정도. 활달하고 씩씩한 소년이다. 나이가 비슷해서인지 풍아의 마야와는 사이가 좋은 편. 육상동물의 신이기 때문에 소나 돼지고기를 먹지 못하는 대신 닭고기를 좋아한다. 속성은 땅이며, 물리적인 힘을 조종하는 능력을 지니고 있다.
기린의 유다
성우: 이시다 아키라
육성수의 장으로, 지상의 나이로는 24세 정도이다. 냉철한 이성의 소유자로, 매사에 흔들리지 않는 강함과 고결함을 지니고 있지만, 신뢰하는 상대에게는 집착과도 같은 깊은 애정을 지니기도 한다. 속성은 빛이며, 우주(시공간)을 조종하는 능력을 지니고 있다.
봉황의 루카
성우: 미도리카와 히카루
유다의 친한 친구. 지상의 나이로는 23세 정도이다. 겉보기와 달리 감정이 풍부한 타입으로, 자신보다 타인을 걱정하는 따뜻한 성격의 소유자이다. 속성은 어둠으로, 빛의 속성을 지닌 유다와는 성질이 상극이라 할 수 있지만, 서로를 깊이 신뢰하고 있는 사이이다. 빛과 어둠을 조종하는 능력을 지니고 있다.

### 상급 천사
유성의 키라
성우: 스기타 토모카즈
인간과 천사 사이에서 태어난 혼혈로 마야의 형이다. 지상의 나이로는 18세 정도이다. 행방불명이 된 어머니를 찾기 위해 인간계로 내려왔다. 말수가 별로 없어서 다른 사람에게 오해를 사기 쉬운 타입이다. 속성은 음(陰)이며, 꿈을 조종할 수 있는 능력을 지니고 있다.
풍아의 마야
성우: 스즈무라 켄이치
키라의 동생으로 나이는 17세 정도. 형과 함께 어머니를 찾기 위해 지상으로 내려와 있다. 사성수 중에서는 나이가 비슷한 가이와 사이가 좋은 편이며, 둘이 함께 장난을 치는 일도 종종 있다. 속성은 양(陽)이며, 신체를 갖지 않은 영을 조종할 수 있는 능력을 지니고 있다.
양염의 시바
성우: 토리우미 코스케
이전에는 육성수 후보였다. 지상의 나이로는 20세 정도. 제멋대로에 자기중심적인 성격의 소유자이지만, 실은 외로움을 잘 타는 성격이다. 속성은 루카와 마찬가지로 어둠. 지니고 있는 능력은 접촉한 사람으로 변신할 수 있는 능력이지만, 기동 시간이 짧은 것이 단점이다.

### 제우스 측
신관 판도라
성우: 후쿠야마 쥰
제우스를 섬기는 신관장. 지상연령으로는 19세 정도이다. 프라이드가 높고 지적이다. 신과 천사를 가장 뛰어난 존재라 생각하며 인간을 싫어한다. 천사 중 최초로 신관이 되었다. 유다를 동경하고 있었다.
파루
성우: 스즈키 타츠히사
판도라의 분신과 같은 존재. 파루가 죽으면 판도라도 죽고, 판도라가 죽으면 파루도 죽는다. 신관으로서의 인질과 같은 존재로 그가 인간의 모습이 되면, 외견은 거의 판도라와 같으나 머리카락이 은색으로 변한다.
대신 제우스
성우: 카네마루 쥰이치
신관 카산드라
성우: 카이다 유키

### 지옥계
타락천사 루시퍼
성우: 하야미 쇼
금안의 카무이
성우: 히라타 히로아키
무격의 타케루
성우: 나미카와 다이스케

### 그외 등장인물
신관 이사도라
성우: 타니야마 키쇼
성자
성우: 이노우에 카즈히코
상위천사 사키
성우: 테라시마 타쿠마
정령 플로리아
성우: 마츠키 미유
여신 헤라
성우: 오노 미유키
여신 친위대장 유리
성우: 하타노 와타루
크로노스
성우: 코니시 카즈유키
제우스의 아버지. 제우스에게 죽는다.
토키
성우: 요코 마리

### 《천사의 꼬리》관련 캐릭터
TV 애니메이션 《성수 강림편》에 등장.
여신 유키(뱀 유키)
성우: 히카미 쿄코
거북이 아유미
성우: 카와스미 아유코
잉꼬 츠바사
성우: 노가와 사쿠라
고양이 타마미
성우: 오오사와 치아키

### 애니메이션(성수강림편) 오리지널 캐릭터
핑키
성우: 모리나가 리카
백사 나츠키
성우: 나가사와 미키
하야부사의 히로
성우: 호리우치 켄유
밤비의 리오&미오
성우: 시미즈 아이/쿠기미야 리에

## 애니메이션

### 세인트 비스트 ~성수강림편~
2003년 5월부터 6월에 걸쳐 방송. 총 6화

#### 스탭
- 원작: 아리스가와 케이
- 일러스트 원안: 아사기 사쿠라
- 총 작화 감독: 사사키 토시코(〈독 세인트 비스트〉파트:미즈타니 마미코)
- 감독:코사카 하루메
- 애니메이션 제작: 도쿄 키즈
- 제작: 원더 팜

#### 주제가
오프닝테마
- 〈성스러운 짐승들〉

노래: 키타다니 히로시
엔딩테마
- 〈끝나지 않는 꿈의 한 순간〉(제 1 화)

노래: 청룡의 고우 (모리카와 토시유키)
- 〈SWEET ANGEL〉(제 2 화)

노래: 현무의 신(사쿠라이 타카히로)
- 〈Four Seasons〉(제 3 화)

노래: 주작의 레이(미야타 코우키)
- 〈Bus Stop〉(제 4 화)

노래: 백호의 가이(요시노 히로유키)
- 〈birdcage〉(제 5 화)

노래: 유성의 키라 (스기타 토모카즈)
- 〈Kitty〉(제 6 화)

노래: 풍아의 마야(스즈무라 켄이치)

### 세인드 비스트 ~광음서사시천사담~
2007년 4월부터 6월에 걸쳐 독립 UHF국 등에서 방송. 총 13 화

#### 스탭
- 원작·시리즈 구성: 아리스가와 케이
- 일러스트 원안: 아사기 사쿠라
- 총 작화 감독: 사사키 토시코
- 감독:사사키 나나코
- 음향감독: 와타나베 쥰
- 애니메이션 제작: 도쿄 키즈
- 제작: 원더 팜

#### 주제가
오프닝테마
- 〈Divine love〉

노래: 키타다니 히로시
엔딩테마
- 〈광음서사시천사담~엔젤 크로니클~〉(1~4화)

노래: 파루(스즈키 타츠히사), 천사 사키(테라시마 타쿠마), 천사 유리(하타노 와타루)
- 〈날개있는 자〉(5~9화)

노래: 봉황의 루카(미도리카와 히카루), 주작의 레이(미야타 코우키)
- 〈레츠 GO!GUY!〉(10~13화)

노래: 청룡의 고우(모리카와 토시유키), 백호의 가이(요시노 히로유키)

## CD
프론티어 웍스·란티스

### 드라마 CD
본편 드라마 CD
- 세인트 비스트 전 9권
- 세인트 비스트 유구의 장 ~낙원상실~ 전 3권
- 세인트 비스트 은원의 장 ~성수봉인~ 전 3권
- 세인트 비스트 엔젤 크로니클즈 전 3권

그 외
- 세인트 비스트 언아더 드라마 CD
- 세인트 비스트 코메디 드라마 CD
- 캐릭터 메시지 CD 속마음 ~ FOR You~

### 음악 CD
보컬&드라마 앨범
- Saint Beast
- Legend of the BEAST

사운드 트랙
- Sound of BEAST（성수강림편 사운드 트랙）
- Trembled Melodies（OVA사운드 트랙）
- Fatal Melodies（광음서사시 천사담 사운드 트랙）

DJ&사운드 트랙 CD
- 세인트 비스트 DJ&사운드 트랙 CD 제1권

베스트 앨범
- Saint Best Lost.1
- Saint Best Lost.2

싱글
- 성스러운 짐승들（성수강림편 OP）
- KIZUNA & SADAME（OVA주제가）
- 광음서사시 천사담 ~엔젤 크로니클즈~（광음서사시 천사담 ED）
- 레츠・GO!GUY!（광음서사시 천사담 ED）
- Saint Beast Coupling CD series #1 - #5

### 라디오 CD
라디오 CD - 인터넷 라디오 《짐승들의 HEAVEN'S PARTY》의 코너를 그대로 다이제스트 편집한 CD
- 제1권〈짐승들의 HEAVEN'S PARTY〉
- 제2권〈짐승들의 HEAVEN'S PARTY 대쉬〉
- 제3권〈짐승들의 HEAVEN'S PARTY 하이퍼〉

DJCD -《짐승들의 HEAVEN'S PARTY on CD》로서, CD용으로 새롭게 녹음한 특별판
- 세인트 비스트 DJCD Chat.1
- 세인트 비스트 DJCD Chat.2 ~짐승들의 A・B・CD~
- 세인트 비스트 DJCD Chat.3 ~짐승들의 쑥덕공론~
- 세인트 비스트 DJCD Chat.4 ~짐승들의 임시집회~

## OVA
《세인트 비스트~수천의 낮과 밤~ 》
- 상권 (2005년 12월 17일)
- 하권 (2006년 3월 18일)

### 스탭
- 프로듀서: 시바타미 츠테루
- 원작·각본: 아리스가와 케이
- 캐릭터 원안: 아사기 사쿠라
- 감독·그림 콘티·연출: 사코이 마사유키
- 캐릭터 디자인·작화감독:하기와라 히로미츠
- 애니메이션 제작: 매드하우스
- 음악 프로듀서: 혼다 야스노리
- 음악감독: 와타나베 쥰
- 음악제작: 란티스
- 음향제작: 아츠 프로
- 제작: 원더 팜
- 제작: SB프로젝트 2005

### 주제가
오프닝 테마
- KIZUNA & SADAME

노래 사성수(모리카와 토시유키·사쿠라이 타카히로·미야타 코우키·요시노 히로유키), 작사: 百舌雷斗, 작·편곡:키쿠야 토모키
엔딩 테마
- 수천의 밤과 낮(상권)

노래: 루카·레이·가이(미도리카와 히카루·미야타 코우키·요시노 히로유키), 작사:아리스가와 케이, 작곡:渡邊美佳, 편곡: 키쿠야 토모키
- 마음이 돌아갈 장소 (하권)

노래: 고·신(모리카와 토시유키·사쿠라이 타카히로), 나레이션:유다(이시다 아키라), 작사:아리스가와 케이, 작·편곡: 키쿠야 토모키

## 인터넷 라디오
자세한 사항은 〈세인트 비스트 짐승들의 HEAVEN'S PARTY〉 참고

## 이벤트
굵은 글씨는 DVD 발매된 것
- 2008년 5월 11일 Saint Beast 6주년 기념 감사제
- 2007년 4월 21일 세인트 비스트 토크&프레젠트 추첨회
- 2007년 3월 25일 세인트 비스트 4th Party
- 2006년 3월 18일 세인트 비스트 팬클럽 한정 이벤트 2006
- 2005년 7월 9일~7월 10일 세인트 비스트 팬클럽 회원한정 팬 감사 이벤트
- 2004년 10월 2일~ 10월 3일짐승들의 성스러운 연회
- 2003년 11월 30일 세인트 비스트 제 1회 팬클럽 한정 이벤트
- 2003년 9월 28일 세인트 비스트 3th Party
- 2003년 8월 23일 C3 2003 토크 이벤트
- 2003년 5월 11일 세인트 비스트 2th Party
- 2002년 9월 28일 세인트 비스트 1th Party